# Cmentarz wojenny nr 3 – Ożenna
Cmentarz wojenny nr 3 – Ożenna – cmentarz z I wojny światowej zaprojektowany przez Dušana Jurkoviča, znajdujący się w miejscowości Ożenna w gminie Krempna, województwie podkarpackim. Jeden z ponad 400 zachodniogalicyjskich cmentarzy wojennych zbudowanych przez Oddział Grobów Wojennych C. i K. Komendantury Wojskowej w Krakowie. Należy do I Okręgu Cmentarnego Nowy Żmigród.

## Opis
Został założony przy cmentarzu parafialnym obok nieistniejącej dziś cerkwi pod wezwaniem Bazylego Wielkiego. Składa się z dwóch oddzielonych od siebie niskim kamiennym murkiem kwater. Od strony północnej znajduje się kwatera austriacka, a od południowej rosyjska. Każda z kwater posiada tzw. ścianę pomnikową (tj. połączenie ogrodzenia cmentarza z formą pomnika). Obie ściany różnią się kształtem krzyży kubicznych.
Na ścianie austro-węgierskiej znajduje się inskrypcja w języku niemieckim.
| DER TREUEN SOHNE DIE IHR LEBEN HINGEGEBEN HABEN DENKT DAS VATERLAND DANKBAR UND STOLZ | WIERNYCH SYNÓW, KTÓRZY ODDALI SWE ŻYCIE, KRYJE Z WDZIĘCZNOŚCIĄ I DUMĄ ZIEMIA OJCZYSTA |

Na ścianie rosyjskiej znajduje się inskrypcja w języku niemieckim.
| DER GEFALLENEN FEINDEN WEIHTEN MITLEID UND MENSHLICHKEIT DIE LETZTE HEINSTATT | POLEGŁYM WROGOM MIEJSCE OSTATNIEGO SPOCZYNKU POŚWIĘCAJĄ WSPÓŁCZUCIE I HUMANIZM JAKO WZOROWI ŻOŁNIERZE |

Na cmentarzu pochowano 423 żołnierzy poległych w listopadzie i grudniu 1914. W kwaterze austriackiej w 23 mogiłach zbiorowych i 16 grobach pojedynczych spoczywa:
- 67 żołnierzy austro-węgierskich m.in. z 27 IR, 28 IR, 47 IR,

a w kwaterze rosyjskiej w 13 mogiłach i 3 grobach:
- 356 żołnierzy rosyjskich[1][2].

Do 2003 cmentarz był w złym stanie. Staraniem gminy Krempna do 2006 trwał generalny remont nekropolii z przebudową ścian oraz postawieniem nowych krzyży. 23 września 2006 cmentarz został ponownie oficjalnie otwarty. W uroczystości wzięli udział przedstawiciele władz lokalnych, delegacje z Austrii, Słowacji i Ukrainy oraz przedstawiciele rodzin pochowanych tutaj żołnierzy.
Cmentarz jest obiektem Szlaku Frontu Wschodniego I Wojny Światowej na obszarze województwa podkarpackiego.

## Galeria

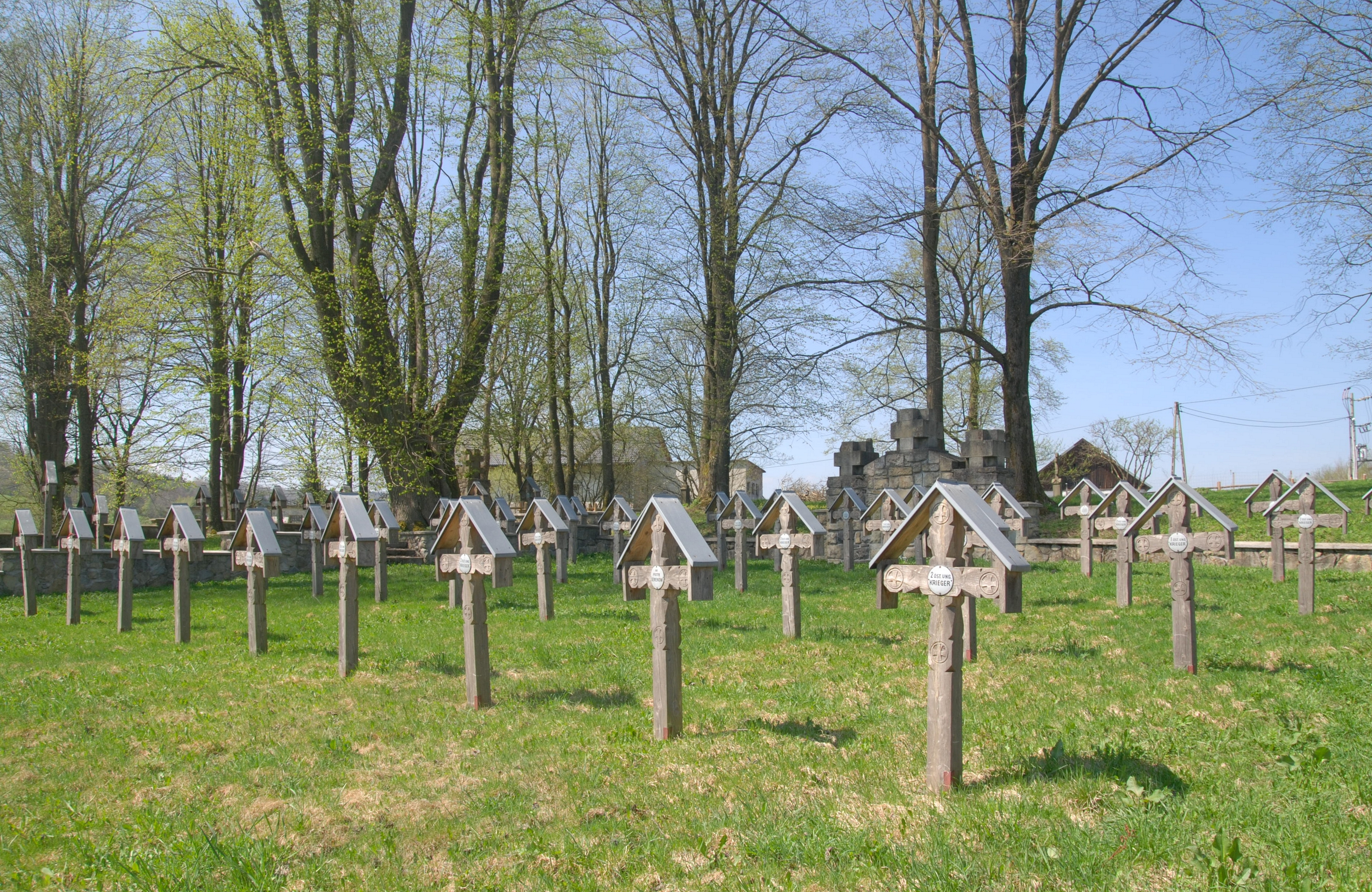
Kwatera austriacka
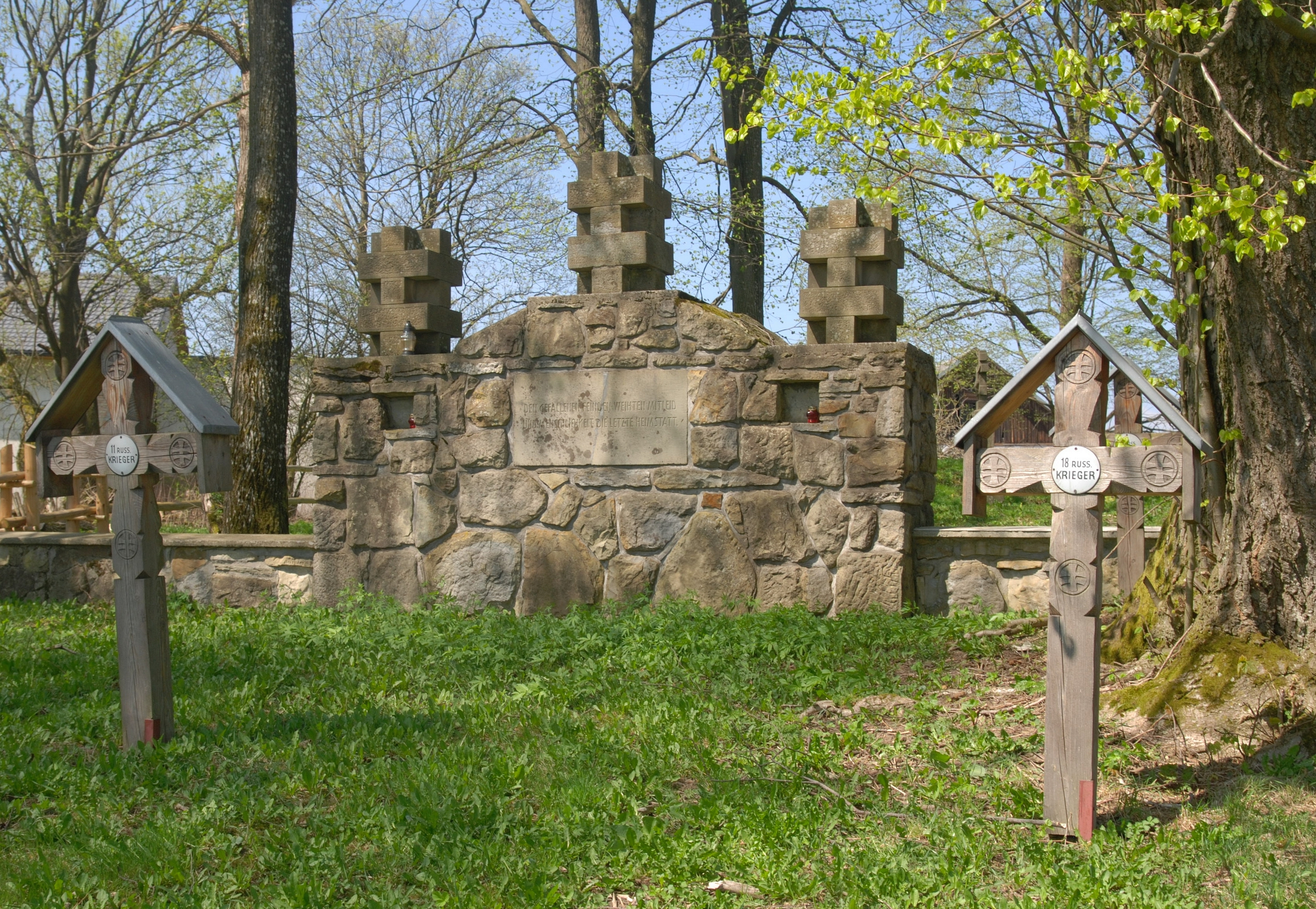
Pomnik centralny kwatery rosyjskiej
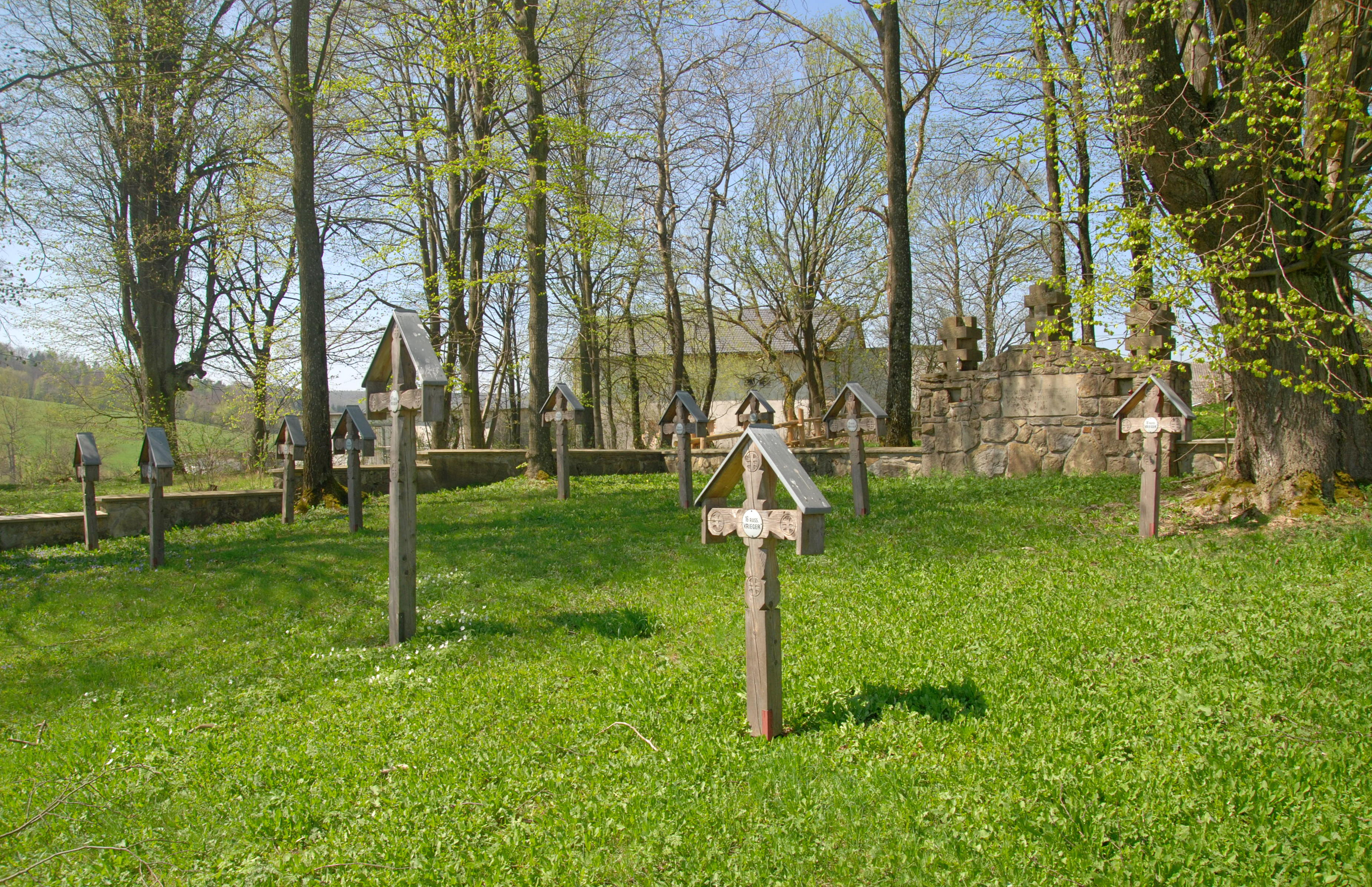
Kwatera rosyjska